# Gustav Magnusson (Tre Rosor till Horshaga)
Gustav Magnusson (Tre Rosor till Horshaga), född omkring 1360, död omkring 1435, var svensk riddare, riksråd och  lagman.
Han var riddare från 1392 och lagman i Västergötlands och Dals lagsaga 1409 (1401?) till 1434. Han var också riksråd.
Gustav Magnusson innehade Sjögerås, Skofteby i Norra Härene socken, Horshaga i Kinds härad och bytte 1401 till sig Korsgården i Sörby socken, Västergötland från lagmannen i Värmland Amund Hatt mot att Amund av Gustav fick gods i Värmland. 
| ”                | Riddaren Amund Hatt ger riddaren Gustav Magnusson Korsgården i Sörby socken, sin andel i Valberg i Vilske härad samt den jord han äger i Resville (nu Norra Härene) socken i Kinnefjerdings härad i utbyte mot Vestbro och Harestad i Näs härad i Värmland. | „ |
| – SDHK-nr: 15541 | |   |

Han var far till Skarabiskopen Bengt Gustavsson (Tre Rosor till Horshaga).